# Michael Bartels

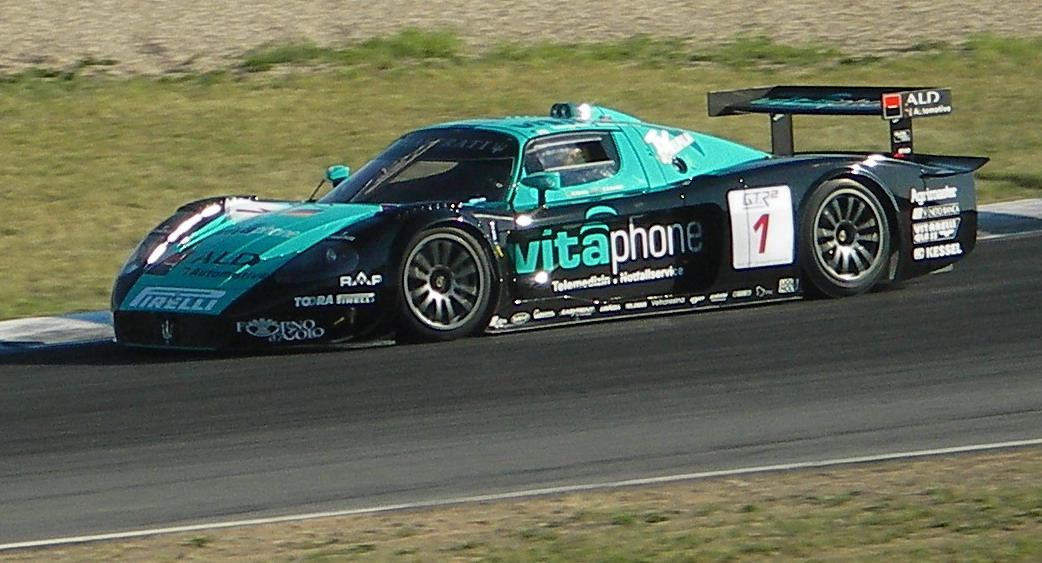
Michael Bartels pilotando una Maserati MC12 de su propio equipo, Vitaphone.

Michael Bartels (Plettenberg, Renania del Norte-Westfalia, República Federal de Alemania; 8 de marzo de 1968) es un piloto de automovilismo de velocidad que ha triunfado en gran turismos. Ha conseguido cuatro títulos en el Campeonato FIA GT en 2006, 2008, 2009 y 2010, donde ganó 23 carreras. También logró victorias en las 24 Horas de Spa de 2005, 2006 y 2008, y en las 24 Horas de Nürburgring de 2000 y 2001.

## Karting y monoplazas
Luego de iniciarse en el karting a principios de la década de 1980, Bartels fue campeón 1986 de la Fórmula Ford Alemana, fue cuarto en la Fórmula 3 Alemana en 1988 y quinto en 1989. En 1990 pasó al equipo CoBRa de la Fórmula 3000 Internacional, donde sumó un sexto lugar en la última fecha y terminó empatado en 22.º lugar. También disputó la fecha de Donington Park del Campeonato Mundial de Sport Prototipos en un Porsche 962C de Joest junto a Jonathan Palmer.
En 1991, Bartels disputó la primera fecha de la Fórmula 3000 para GA y las siguientes tres para First, sin sumar puntos. Luego participó en los Grandes Premios de Alemania, Hungría, Italia y España de Fórmula 1 en el equipo Lotus, donde no logró clasificar en ninguna carrera. Bartels retornó a la Fórmula 3000 en 1992, donde sumó cuatro podios y resultó cuarto en el campeonato como piloto de Crypton. En 1993, corrió para Pacific y sumó un podio para finalizar empatado en 11.º lugar.

## Gran turismos y turismos
El alemán dejó atrás los monoplazas, y desde 1994 hasta 1996 participó en el Deutsche Tourenwagen Meisterschaft con un Alfa Romeo 155. En 1994 lo hizo en Schübel, con el cual terminó 15.º con un podio y campeón de privados. Se unió a Euroteam en 1995, donde finalizó 10.º en el campeonato alemán con dos victorias y 26.º en el internacional. En 1996 fue el turno de JAS, con el cual terminó 22.º en la tabla final.
También en 1994, Bartels disputó el Campeonato Alemán de Superturismos en un Nissan Primera oficial de BMS Scuderia Italia, donde terminó sexto con un podio. Ante la desaparición del DTM para 1997, el piloto retornó al Campeonato Alemán de Superturismos, esta vez en un Opel Vectra de SMS, y resultó 11.º sin subir a ningún podio.
En 1998 se unió al equipo Zakspeed del Campeonato FIA GT, donde pilotó un Porsche 911 GT1 primero junto a Armin Hahne, acompañado de Alexander Grau y Andreas Scheld en los 1000 km de Suzuka, y compartiendo butaca con Max Angelelli en las fechas restantes. Consiguió un podio y varios arribos a la zona de puntos, con lo cual quedó 13.º en el campeonato de pilotos de GT1. También disputó las cuatro fechas finales del Campeonato Alemán de Superturismos en un Peugeot 406 oficial, y sumó un podio en una de ellas. Permaneció en este certamen para 1999, pero pasó a correr un Audi A4 de Phoenix. Llegó segundo en una carrera y séptimo o mejor en 15 de 20, de manera que quedó séptimo en el clasificador. Con la misma montura, ganó el Gran Premio de Macao.
Ante el retorno del DTM, esta vez nombrado Deutsche Tourenwagen Masters, Phoenix se convirtió en equipo oficial de Opel, y Bartels siguió corriendo para el equipo, ahora en un Opel Astra. Ese año consiguió dos podios y nueve arribos entre los seis primeros en 16 carreras, con lo que nuevamente terminó la temporada séptimo. Bartels pasó en 2001 al equipo Holzer, pero el Opel Astra se mostró muy poco competitivo y quedó 18.º con sin podios. la historia se repitió en 2002: pese a contar con un Opel Astra último modelo, sumó un único punto y quedó 15.º.
En paralelo a su actividad en el DTM, Bartels triunfó en las 24 Horas de Nürburgring de 2000 y 2001, la primera vez con un Porsche 911 oficial y la segunda con un Chrysler Viper de Zakspeed. En 2001 y 2003, Bartels disputó la V8 Star, donde terminó subcampeón y tercero respectivamente. En 2003 dejó el DTM, y además de competir en la V8 Star, terminó cuarto absoluto y vencedor de clase en las 24 Horas de Bathurst en un Porsche 911 Cup, junto a Uwe Alzen, Jürgen Alzen y Arno Klasen.

## Vitaphone
En 2004, Bartels fundó su propio equipo, que se llama Bartels Motor & Sport pero competía inicialmente con la denominación Vitaphone debido a su patrocinador titular. Inscribió un Saleen S7 de la clase GT en el Campeonato FIA GT, preparado por Konrad y pilotado por el propio Bartels y Uwe Alzen. Ganaron tres carreras y consiguieron otros dos podios, que los dejaron en la décima posición en el campeonato de pilotos y cuarto en el de equipos. También corrieron en las cuatro fechas de la Le Mans Series pero en la clase GTS y contando como tercer piloto a Franz Konrad, dueño del equipo Konrad. Llegaron segundos en su clase y octavos absolutos en los 1000 km de Nürburgring y abandonaron en las demás carreras.
Vitaphone pasó a tener plantel propio en 2005, puso en pista una Maserati MC12 de la clase GT1, y Bartels contrató como compañero de butaca a Timo Scheider. Ganaron las 24 Horas de Spa (con Eric van de Poele como tercer piloto) y la fecha de Estambul y sumaron siete podios en 11 carreras, con lo que ganaron los títulos de equipos y constructores, pero quedaron segundos en el de pilotos detrás de Gabriele Gardel. En 2006, su compañero de butaca fue Andrea Bertolini. Nuevamente en una Maserati MC12 de Vitaphone, ganaron las 24 Horas de Spa junto a Van de Poele, vencieron en dos fechas más y llegaron dos veces segundos, con lo que resultaron campeones de pilotos y equipos.
En 2007, fue el turno de Thomas Biagi de acompañar a Bartels en el Campeonato FIA GT. Ganaron una carrera y sumaron tres podios, entre ellos un segundo lugar en las 24 Horas de Spa junto a Van de Poele y Pedro Lamy. Como Bartels faltó a dos fechas por una operación, Biagi sumó más puntos y fue campeón, en tanto que el alemán quedó décimo. Bertolini volvió a acompañar a Bartels en 2008. Ganaron dos carreras, una de ellas las 24 Horas de Spa junto a Van de Poele y Stéphane Sarrazin, y cosecharon otros tres podios, de manera que ganaron los títulos de pilotos y equipos de GT1. En 2009, ganaron dos carreras, llegaron segundos en otras dos y repitieron la corona.
El Campeonato FIA GT se convirtió en el Campeonato Mundial de GT1. Bartels y Bertolini continuaron corriendo una Maserati MC12 en Vitaphone. Ganaron cuatro carreras y lograron siete podios en 20 carreras. Eso les bastó para ganar ambos campeonatos por tercera vez consecutiva. La Maserati MC12 dejó de ser permitida en el campeonato, por lo que el equipo renombrado a Vita4One pasó a la Blancpain Endurance Series, y Bartels disputó las cinco fechas para él en una Ferrari 458 Italia. Ganó una de las carreras y llegó cuarto en otra, con lo cual quedó 20.º en el campeonato.

## Resultados

### Fórmula 1
(Clave) (negrita indica pole position) (cursiva indica vuelta rápida)

| Año     | Escudería  | 1   | 2   | 3   | 4   | 5   | 6   | 7   | 8   | 9       | 10      | 11  | 12      | 13  | 14      | 15  | 16  | Pos. | Puntos |
| ------- | ---------- | --- | --- | --- | --- | --- | --- | --- | --- | ------- | ------- | --- | ------- | --- | ------- | --- | --- | ---- | ------ |
| 1991    | Team Lotus | USA | BRA | SMR | MON | CAN | MEX | FRA | GBR | GER DNQ | HUN DNQ | BEL | ITA DNQ | POR | ESP DNQ | JPN | AUS | NC   | 0      |
| Fuente: |            |     |     |     |     |     |     |     |     |         |         |     |         |     |         |     |     |      |        |